# Liste der denkmalgeschützten Objekte im Okres Bratislava I/Š
Die Liste der denkmalgeschützten Objekte im Okres Bratislava I/Š enthält die nach slowakischen Denkmalschutzvorschriften geschützten Objekte im Stadtbezirk Okres Bratislava I, der den Stadtteil Staré Mesto umfasst, in den Straßen beginnend mit den Buchstaben Š.

## Denkmäler
| Foto |                 | Denkmal / č. ÚZPF                                                    | Standort / Konskr. Nr.                                                                        | Offizielle Beschreibung                                    | Beschreibung | Metadaten                                                                                  |
| ---- | --------------- | -------------------------------------------------------------------- | --------------------------------------------------------------------------------------------- | ---------------------------------------------------------- | --- | ------------------------------------------------------------------------------------------ |
| ja   | Datei hochladen | Wohnhaus(sk) ObjektID: 101-577/0                                     | Šafárikovo nám. 2 (Dobrovičova ul.) Standort KG: Staré Mesto Konskr.Nr.: 75                   | schodiskový, nárožný, nájomný dom                          | Eine Art der Disposition eines Wohnhauses, mit mehreren Etagen und deren inneren Kommunikationen, welche sich in Richtung Treppenhaus konzentrieren, so dass einzelne Wohnungen direkt vom Podest zugänglich sind. Eck-, Miets- und Wohnhaus auf dem Platz Šafárikovo námestie 2 und in der Straße Dobrovičova ulica.                                  | č. NKP: 101-577/0 Stand des NKP: 2012-02-08 Name: DOM BYTOVÝ                               |
| ja   | Datei hochladen | Wohnhaus(sk) ObjektID: 101-578/0                                     | Šafárikovo nám. 3 (SV časť nám.) Standort KG: Staré Mesto Konskr.Nr.: 76                      | schodiskový, radový, nájomný dom                           | Eine Art der Disposition eines Wohnhauses, mit mehreren Etagen und deren inneren Kommunikationen, welche sich in Richtung Treppenhaus konzentrieren, so dass einzelne Wohnungen direkt vom Podest zugänglich sind. Reihen-, Miets- und Wohnhaus auf der nordöstlichen Seite des Platzes Šafárikovo námestie 3.                                         | č. NKP: 101-578/0 Stand des NKP: 2012-02-08 Name: DOM BYTOVÝ                               |
| ja   | Datei hochladen | Wohnhaus(sk) ObjektID: 101-284/0                                     | Šafárikovo nám. 4 (Dostojevského rad) Standort KG: Staré Mesto Konskr.Nr.: 77                 | nárožný, nájomný dom                                       | Eck-, Miets- und Wohnhaus auf dem Platz Šafárikovo námestie 4 und Straße Dostojevského rad. | č. NKP: 101-284/0 Stand des NKP: 2012-02-08 Name: DOM BYTOVÝ                               |
| ja   | Datei hochladen | Hotel(sk) ObjektID: 101-640/0                                        | Šafárikovo nám. 7 (Tobrucká ulica, Dobrovičova ulica) Standort KG: Staré Mesto Konskr.Nr.: 79 | chodbový, nárožný, hotel Krym, hotel Lux                   | Hotel mit Gängen in Form eines Eckgebäude auf dem Platz Šafárikovo námestie 7 und Straßen Tobrucká ulica und Dobrovičova ulica. Hotel Krym. Hotel Lux. | č. NKP: 101-640/0 Stand des NKP: 2012-02-08 Name: HOTEL                                    |
| ja   | Datei hochladen | Fontäne-Behälter(sk) ObjektID: 101-283/1                             | Šafárikovo nám. (na námestí v parku) Standort KG: Staré Mesto Konskr.Nr.:                     | pieskovec, travertín; Kačacia fontána                      | Das Brunnenbecken besteht aus Sandstein und Travertin. Fontäne Kačacia fontána (deutsch: Entenfontäne) auf dem Platz Šafárikovo námestie. Im Park auf dem Platz. | č. NKP: 101-283/1 Stand des NKP: 2012-02-08 Name: FONTÁNA-NÁDRŽ                            |
| ja   | Datei hochladen | Statuengruppe(sk) ObjektID: 101-283/2                                | Šafárikovo nám. (na vrchole fontány) Standort KG: Staré Mesto Konskr.Nr.:                     | chlapec s kačkou; chlapec s kačicou                        | Die Statuengruppe des Jungen mit Ente auf der Spitze der Fontäne auf dem Platz Šafárikovo námestie. | č. NKP: 101-283/2 Stand des NKP: 2012-02-08 Name: SÚSOŠIE                                  |
| ja   | Datei hochladen | Plastik(sk) ObjektID: 101-283/3                                      | Šafárikovo nám. (na dolnom brale sprava) Standort KG: Staré Mesto Konskr.Nr.:                 | chlapec; stojaci chlapec                                   | Die Plastik des stehenden Jungen auf dem unteren Fels von rechts. Auf dem Platz Šafárikovo námestie. | č. NKP: 101-283/3 Stand des NKP: 2012-02-08 Name: PLASTIKA                                 |
| ja   | Datei hochladen | Plastik(sk) ObjektID: 101-283/4                                      | Šafárikovo nám. (na dolnom brale zľava) Standort KG: Staré Mesto Konskr.Nr.:                  | chlapec, plaziaci sa chlapec                               | Die Plastik des kriechenden Jungen auf dem unteren Fels von links. Auf dem Platz Šafárikovo námestie. | č. NKP: 101-283/4 Stand des NKP: 2012-02-08 Name: PLASTIKA                                 |
| ja   | Datei hochladen | Plastik(sk) ObjektID: 101-283/5                                      | Šafárikovo nám. (na dolnom brale zľava) Standort KG: Staré Mesto Konskr.Nr.:                  | kačka, kačica                                              | Die Plastik der Ente auf dem unteren Fels von links. Auf dem Platz Šafárikovo námestie. | č. NKP: 101-283/5 Stand des NKP: 2012-02-08 Name: PLASTIKA                                 |
| ja   | Datei hochladen | Statuengruppe(sk) ObjektID: 101-283/6                                | Šafárikovo nám. (na dolnom brale spredu) Standort KG: Staré Mesto Konskr.Nr.:                 | kačky; kačice                                              | Die Plastik der Ente und der Enten auf dem unteren Fels von vorne. Auf dem Platz Šafárikovo námestie. | č. NKP: 101-283/6 Stand des NKP: 2012-02-08 Name: SÚSOŠIE                                  |
| ja   | Datei hochladen | Plastik(sk) ObjektID: 101-283/7                                      | Šafárikovo nám. (na dolnom brale zozadu) Standort KG: Staré Mesto Konskr.Nr.:                 | kačka; kačica                                              | Die Plastik der Ente auf dem unteren Fels von hinten. Auf dem Platz Šafárikovo námestie. | č. NKP: 101-283/7 Stand des NKP: 2012-02-08 Name: PLASTIKA                                 |
| ja   | Datei hochladen | Abfertigungsgebäude(sk) ObjektID: 101-599/1                          | Šancová ul. 1 KG: Staré Mesto Konskr.Nr.: 103988                                              | železničná, býv. uhor. centrálna železnica                 | Eisenbahn Abfertigungsgebäude in der Straße Šancová ulica 1. Ehemalige Ungarische Central-Eisenbahn. | č. NKP: 101-599/1 Stand des NKP: 2012-02-08 Name: BUDOVA VÝPRAVNÁ                          |
| ja   | Datei hochladen | Wohnhaus(sk) ObjektID: 101-773/0                                     | Šancová ul. 2 (južná uličná zástavba) Standort KG: Staré Mesto Konskr.Nr.: 3989               | schodiskový, nárožný, nájomný dom                          | Eine Art der Disposition eines Wohnhauses, mit mehreren Etagen und deren inneren Kommunikationen, welche sich in Richtung Treppenhaus konzentrieren, so dass einzelne Wohnungen direkt vom Podest zugänglich sind. Eck-, Miets- und Wohnhaus in der Straße Šancová ulica 2, südliche Straßenbebauung.                                                  | č. NKP: 101-773/0 Stand des NKP: 2012-02-08 Name: DOM BYTOVÝ                               |
| ja   | Datei hochladen | Wohnhaus(sk) ObjektID: 101-774/0                                     | Šancová ul. 4 Standort KG: Staré Mesto Konskr.Nr.: 3990                                       | schodiskový, radový, nájomný dom                           | Eine Art der Disposition eines Wohnhauses, mit mehreren Etagen und deren inneren Kommunikationen, welche sich in Richtung Treppenhaus konzentrieren, so dass einzelne Wohnungen direkt vom Podest zugänglich sind. Reihen-, Miets- und Wohnhaus in der Straße Šancová ulica 4.                                                                         | č. NKP: 101-774/0 Stand des NKP: 2012-02-08 Name: DOM BYTOVÝ                               |
| ja   | Datei hochladen | Wohnhaus(sk) ObjektID: 101-775/0                                     | Šancová ul. 6 (Štefanovičova ul.) Standort KG: Staré Mesto Konskr.Nr.: 3991                   | schodiskový, nárožný, nájomný dom                          | Eine Art der Disposition eines Wohnhauses, mit mehreren Etagen und deren inneren Kommunikationen, welche sich in Richtung Treppenhaus konzentrieren, so dass einzelne Wohnungen direkt vom Podest zugänglich sind. Eck-, Miets- und Wohnhaus in der Straße Šancová ulica 6 und Straße Štefanovičova ulica.                                             | č. NKP: 101-775/0 Stand des NKP: 2012-02-08 Name: DOM BYTOVÝ                               |
|      | Datei hochladen | Gleise(sk) ObjektID: 101-599/2                                       | Šancová ul. (koľajisko za budovou) KG: Staré Mesto Konskr.Nr.:                                | konečné, nepriebežné, nákladný obvod                       | Die Endgleise hinter dem Gebäude, undurchgängig, Beladungskreislauf in der Straße Šancová ulica. | č. NKP: 101-599/2 Stand des NKP: 2012-02-08 Name: KOĽAJISKO                                |
|      | Datei hochladen | Lager II.(sk) ObjektID: 101-599/4                                    | Šancová ul. (za skladom I.) KG: Staré Mesto Konskr.Nr.:                                       | múzeum dopravy                                             | Das Verkehrsmuseum hinter dem Lager I. in der Straße Šancová ulica. | č. NKP: 101-599/4 Stand des NKP: 2012-02-08 Name: SKLAD II.                                |
|      | Datei hochladen | Lager I.(sk) ObjektID: 101-599/3                                     | Šancová ul. (za star. výpravnou budovou) KG: Staré Mesto Konskr.Nr.:                          | múzeum dopravy                                             | Das Lager I. und das Verkehrsmuseum hinter dem alten Abfertigungsgebäude in der Straße Šancová ulica. | č. NKP: 101-599/3 Stand des NKP: 2012-02-08 Name: SKLAD I.                                 |
|      | Datei hochladen | Schule(sk) ObjektID: 101-750/0                                       | Škarniclova ul. 1 (Palisády-nárožie) KG: Staré Mesto Konskr.Nr.: 799                          | chodbová, nárožná, býv. štát. ľud. škola, Hodžova škola    | Das Eckgebäude mit Gängen, ehemalige stattliche Volksschule, Hodža-Schule in der Straße Škarniclova ulica 1 und Ecke Straße Palisády. | č. NKP: 101-750/0 Stand des NKP: 2012-02-08 Name: ŠKOLA                                    |
|      | Datei hochladen | Spital(sk) ObjektID: 101-266/1                                       | Špitálska ul. 7 (Kolárska ul.) KG: Staré Mesto Konskr.Nr.: 2182                               | prejazdový, nárožný špitál; sídlo arcidiecézy              | Das Spital in Form eines Eckgebäudes mit Durchfahrt. Sitz der Erzdiözese in der Straße Špitálska ulica 7 und der Straße Kolárska ulica. | č. NKP: 101-266/1 Stand des NKP: 2012-02-08 Name: ŠPITÁL                                   |
| ja   | Datei hochladen | Kirche(sk) ObjektID: 101-266/2                                       | Špitálska ul. 7 Standort KG: Staré Mesto Konskr.Nr.: 6692                                     | r. k. sv. Ladislava; kostol sv. Ladislava                  | Die römisch-katholische Kirche des heiligen Ladislavs in der Straße Špitálska ulica 7. | č. NKP: 101-266/2 Stand des NKP: 2012-02-08 Name: KOSTOL                                   |
|      | Datei hochladen | Verwaltungsgebäude(sk) ObjektID: 101-756/1                           | Špitálska ul. 14 KG: Staré Mesto Konskr.Nr.:                                                  | nárožná, U dvoch levov                                     | Eckartiges Verwaltungsgebäude in der Straße Špitálska ulica 14. U dvoch levov (deutsch: Bei zwei Löwen). | č. NKP: 101-756/1 Stand des NKP: 2012-02-08 Name: BUDOVA ADMINISTRATÍVNA                   |
|      | Datei hochladen | Gedenkaufschrift(sk) ObjektID: 101-756/2                             | Špitálska ul. 14 (na fasáde) KG: Staré Mesto Konskr.Nr.:                                      | sov. armáda; nápis sovietskej armády                       | Sowjetische Armee. Aufschrift der sowjetischen Armee auf der Fassade in der Straße Špitálska ulica 14. | č. NKP: 101-756/2 Stand des NKP: 2012-02-08 Name: NÁPIS PAMÄTNÝ                            |
| ja   | Datei hochladen | Elisabethinerinen-Kloster(sk) ObjektID: 101-264/1                    | Špitálska ul. 21 Standort KG: Staré Mesto Konskr.Nr.: 2189                                    | alžbetínsky kláštor                                        | Das Elisabethinerinen-Kloster in der Straße Špitálska ulica 21. | č. NKP: 101-264/1 Stand des NKP: 2012-02-08 Name: KLÁŠTOR ALŽBETÍNIEK                      |
| ja   | Datei hochladen | Kirche(sk) ObjektID: 101-264/2                                       | Špitálska ul. 21 Standort KG: Staré Mesto Konskr.Nr.: 6704                                    | r. k. sv. Alžbety; alžbetínsky                             | Die römisch-katholische Kirche der heiligen Elisabeth in der Straße Špitálska ulica 21. Die Elisabethinerinen-Kirche. | č. NKP: 101-264/2 Stand des NKP: 2012-02-08 Name: KOSTOL                                   |
| ja   | Datei hochladen | Stadtpalais(sk) ObjektID: 101-263/1                                  | Špitálska ul. 24 (SV časť pamiatkovej zóny) Standort KG: Staré Mesto Konskr.Nr.: 2216         | solitér; Aspremontov palác                                 | Solitäres Stadtpalais Aspremont in dem nordwestlichen Abschnitt der denkmalgeschützten Zone in der Straße Špitálska ulica 24. | č. NKP: 101-263/1 Stand des NKP: 2012-02-08 Name: PALÁC MESTSKÝ                            |
| ja   | Datei hochladen | Stadtpark(sk) ObjektID: 101-263/2                                    | Špitálska ul. 24 Standort KG: Staré Mesto Konskr.Nr.: 2216                                    | Medická záhrada                                            | Stadtpark Medizinischer Garten in der Straße in der Straße Špitálska ulica 24. | č. NKP: 101-263/2 Stand des NKP: 2012-02-08 Name: PARK MESTSKÝ                             |
| ja   | Datei hochladen | Denkmal(sk) ObjektID: 101-263/3                                      | Špitálska ul. 24 (v parku) Standort KG: Staré Mesto Konskr.Nr.: 2216                          | Petöfi S., 1823-1849, básnik                               | Denkmal des Dichters Sándor Petőfi im Stadtpark Medizinischer Garten in der Straße Špitálska ulica 24. | č. NKP: 101-263/3 Stand des NKP: 2012-02-08 Name: POMNÍK                                   |
|      | Datei hochladen | Umzäunung(sk) ObjektID: 101-263/4                                    | Špitálska ul. 24 (okolo parku) KG: Staré Mesto Konskr.Nr.: 2216                               | kovové + murované, uličné oplotenie                        | Der Straßenzaun aus Mauerwerk und Metall, rund um den Park in der Straße Špitálska ulica 24. | č. NKP: 101-263/4 Stand des NKP: 2012-02-08 Name: OPLOTENIE                                |
|      | Datei hochladen | Verwaltungsgebäude(sk) ObjektID: 101-581/0                           | Štefánikova ul. 1 KG: Staré Mesto Konskr.Nr.: 877                                             | Budova ČTK                                                 | Verwaltungsgebäude des tschechischen Pressebüros Česká tisková kancelář in der Straße Štefánikova ulica 1. | č. NKP: 101-581/0 Stand des NKP: 2012-02-08 Name: BUDOVA ADMINISTRATÍVNA                   |
| ja   | Datei hochladen | Wohnhaus(sk) ObjektID: 101-596/0                                     | Štefánikova ul. 2 (Spojná ul.) Standort KG: Staré Mesto Konskr.Nr.: 101863                    | chodbový, nárožný, Karáčoniho palác                        | Eck-, Wohnhaus und Palais Karácsonyi mit Gängen in der Straße Štefánikova ulica 2 und Straße Spojná ulica. | č. NKP: 101-596/0 Stand des NKP: 2012-02-08 Name: DOM BYTOVÝ                               |
| ja   | Datei hochladen | Wohnhaus(sk) ObjektID: 101-582/0                                     | Štefánikova ul. 3 (Tolstého ul.) Standort KG: Staré Mesto Konskr.Nr.: 1878                    | schodiskový, nárožný, nájomný dom                          | Eine Art der Disposition eines Wohnhauses, mit mehreren Etagen und deren inneren Kommunikationen, welche sich in Richtung Treppenhaus konzentrieren, so dass einzelne Wohnungen direkt vom Podest zugänglich sind. Eck-, Miets- und Wohnhaus in der Straße Štefánikova ulica 3 und Straße Tolstého ulica.                                              | č. NKP: 101-582/0 Stand des NKP: 2012-02-08 Name: DOM BYTOVÝ                               |
| ja   | Datei hochladen | Villa(sk) ObjektID: 101-163/0                                        | Štefánikova ul. 4 (Spojná ul.) Standort KG: Staré Mesto Konskr.Nr.: 100864                    | solitér                                                    | Solitäre Villa in der Straße Štefánikova ulica 4 und Spojná ulica. | č. NKP: 101-163/0 Stand des NKP: 2012-02-08 Name: VILA                                     |
| ja   | Datei hochladen | Villa(sk) ObjektID: 101-597/0                                        | Štefánikova ul. 6 Standort KG: Staré Mesto Konskr.Nr.: 865                                    | Vila lekárnika Tauschera                                   | Die Villa des Apothekers Tauscher in der Straße Štefánikova ulica 6. | č. NKP: 101-597/0 Stand des NKP: 2012-02-08 Name: VILA                                     |
| ja   | Datei hochladen | Villa(sk) ObjektID: 101-162/0                                        | Štefánikova ul. 8 Standort KG: Staré Mesto Konskr.Nr.: 866                                    | nárožná                                                    | Eck-Villa in der Straße Štefánikova ulica 6. | č. NKP: 101-162/0 Stand des NKP: 2012-02-08 Name: VILA                                     |
| ja   | Datei hochladen | Villa(sk) ObjektID: 101-164/0                                        | Štefánikova ul. 10 Standort KG: Staré Mesto Konskr.Nr.: 867,101867                            | radová                                                     | Reihenvilla in der Straße Štefánikova ulica 10. | č. NKP: 101-164/0 Stand des NKP: 2012-02-08 Name: VILA                                     |
| ja   | Datei hochladen | Villa(sk) ObjektID: 101-598/0                                        | Štefánikova ul. 12 Standort KG: Staré Mesto Konskr.Nr.: 868                                   |                                                            | Villa in der Straße Štefánikova ulica 12. | č. NKP: 101-598/0 Stand des NKP: 2012-02-08 Name: VILA                                     |
| ja   | Datei hochladen | Wohnhaus(sk) ObjektID: 101-165/0                                     | Štefánikova ul. 14 (V časť PZ BA) KG: Staré Mesto Konskr.Nr.: 869                             | schodiskový, radový, nájomný dom                           | Eine Art der Disposition eines Wohnhauses, mit mehreren Etagen und deren inneren Kommunikationen, welche sich in Richtung Treppenhaus konzentrieren, so dass einzelne Wohnungen direkt vom Podest zugänglich sind. Reihen-, Miets- und Wohnhaus in der Straße Štefánikova ulica 14 in dem östlichen Abschnitt der denkmalgeschützten Zone.             | č. NKP: 101-165/0 Stand des NKP: 2012-02-08 Name: DOM BYTOVÝ                               |
| ja   | Datei hochladen | Wohnhaus(sk) ObjektID: 101-585/0                                     | Štefánikova ul. 23 (SZ časť PZ BA) KG: Staré Mesto Konskr.Nr.: 1886                           | schodiskový, radový, nájomný dom                           | Eine Art der Disposition eines Wohnhauses, mit mehreren Etagen und deren inneren Kommunikationen, welche sich in Richtung Treppenhaus konzentrieren, so dass einzelne Wohnungen direkt vom Podest zugänglich sind. Reihen-, Miets- und Wohnhaus in der Straße Štefánikova ulica 23 in dem nordwestlichen Abschnitt der denkmalgeschützten Zone.        | č. NKP: 101-585/0 Stand des NKP: 2012-02-08 Name: DOM BYTOVÝ                               |
| ja   | Datei hochladen | Stadtpalais(sk) ObjektID: 101-166/0                                  | Štefánikova ul. 25 Standort KG: Staré Mesto Konskr.Nr.: 887,100834                            | prejazdový, radový, Pistoriho palác, býv. Lenin. múz.      | Reihenpalais Pisztory mit Durchfahrt in der Straße Štefánikova ulica 25. Das ehemalige Lenin-Museum. | č. NKP: 101-166/0 Stand des NKP: 2012-02-08 Name: PALÁC MESTSKÝ                            |
| ja   | Datei hochladen | Wohnhaus(sk) ObjektID: 101-586/1                                     | Štefánikova ul. 27 Standort KG: Staré Mesto Konskr.Nr.: 100888                                | chodbový, radový, Záručná a rozvojová banka                | Reihen- und Wohnhaus mit Gängen; die Bank Záručná a rozvojová banka in der Straße Štefánikova ulica 27. | č. NKP: 101-586/1 Stand des NKP: 2012-02-08 Name: DOM BYTOVÝ                               |
| ja   | Datei hochladen | Wohnhaus(sk) ObjektID: 101-586/2                                     | Štefánikova ul. 29 (vo dvore domu č. 27) KG: Staré Mesto Konskr.Nr.: 946                      | chodbový, vnútroblokový, nájomný dom                       | Miets- und Wohnhaus mit Gängen in Form eines inneren Blocks in dem Hof des Hauses Nr. 27 in der Straße Štefánikova ulica 29. | č. NKP: 101-586/2 Stand des NKP: 2012-02-08 Name: DOM BYTOVÝ                               |
|      | Datei hochladen | Wohnhaus(sk) ObjektID: 101-588/0                                     | Štefánikova ul. 31 KG: Staré Mesto Konskr.Nr.: 100889                                         | schodiskový + pavlačový, radový, nájomný dom               | Eine Art der Disposition eines Wohnhauses, mit mehreren Etagen und deren inneren Kommunikationen, welche sich in Richtung Treppenhaus konzentrieren, so dass einzelne Wohnungen direkt vom Podest zugänglich sind. Reihen-, Miets-, Wohnhaus mit Laubengang in der Straße Štefánikova ulica 31.                                                        | č. NKP: 101-588/0 Stand des NKP: 2012-02-08 Name: DOM BYTOVÝ                               |
| ja   | Datei hochladen | Wohnhaus(sk) ObjektID: 101-589/0                                     | Štefánikova ul. 33 KG: Staré Mesto Konskr.Nr.: 890                                            | pavlačový, radový, nájomný dom                             | Reihen-, Miets-, Wohnhaus mit Laubengang in der Straße Štefánikova ulica 33. | č. NKP: 101-589/0 Stand des NKP: 2012-02-08 Name: DOM BYTOVÝ                               |
| ja   | Datei hochladen | Wohnhaus(sk) ObjektID: 101-590/0                                     | Štefánikova ul. 35 KG: Staré Mesto Konskr.Nr.: 891                                            | schodiskový + chodbový, radový, nájomný dom, CVC           | Eine Art der Disposition eines Wohnhauses, mit mehreren Etagen und deren inneren Kommunikationen, welche sich in Richtung Treppenhaus konzentrieren, so dass einzelne Wohnungen direkt vom Podest zugänglich sind. Reihen-, Miets- und Wohnhaus mit Gängen in der Straße Štefánikova ulica 33. Freizeitzentrum Centrum voľného času.                   | č. NKP: 101-590/0 Stand des NKP: 2012-02-08 Name: DOM BYTOVÝ                               |
| ja   | Datei hochladen | Wohnhaus(sk) ObjektID: 101-465/0                                     | Štefánikova ul. 5-7 (Tolstého 1, 3) Standort KG: Staré Mesto Konskr.Nr.: 879                  | schodiskový, nárožný, Swetlikov dom                        | Eine Art der Disposition eines Wohnhauses, mit mehreren Etagen und deren inneren Kommunikationen, welche sich in Richtung Treppenhaus konzentrieren, so dass einzelne Wohnungen direkt vom Podest zugänglich sind. Eck- und Wohnhaus in der Straße Štefánikova ulica 5-7 Ecke Tolstého ulica 1, 3. Haus Swetlikov dom.                                 | č. NKP: 101-465/0 Stand des NKP: 2012-02-08 Name: DOM BYTOVÝ                               |
|      | Datei hochladen | Wohnhäuser-Zusammenschluss(sk) ObjektID: 101-591/1                   | Štefánikova ul. 37, 39, 41 KG: Staré Mesto Konskr.Nr.: 894                                    | súbor 3 bytových domov                                     | Zusammenschluss dreier Häuser in der Straße Štefánikova ulica 37, 39, 41. | č. NKP: 101-591/1 Stand des NKP: 2012-02-08 Name: DOMY BYTOVÉ-SÚBOR                        |
| ja   | Datei hochladen | Wohnhaus(sk) ObjektID: 101-776/0                                     | Štefanovičova ul. 6 (Čajkovského ul.) Standort KG: Staré Mesto Konskr.Nr.: 3002               | schodiskový, nárožný, nájomný dom                          | Eine Art der Disposition eines Wohnhauses, mit mehreren Etagen und deren inneren Kommunikationen, welche sich in Richtung Treppenhaus konzentrieren, so dass einzelne Wohnungen direkt vom Podest zugänglich sind. Eck-, Wohn- und Mietshaus in der Straße Štefanovičova ulica 6 und Čajkovského ulica.                                                | č. NKP: 101-776/0 Stand des NKP: 2012-02-08 Name: DOM BYTOVÝ                               |
| ja   | Datei hochladen | Wohnhaus(sk) ObjektID: 101-777/0                                     | Štefanovičova ul. 8 Standort KG: Staré Mesto Konskr.Nr.: 2972                                 | radový                                                     | Reihen- und Wohnhaus in der Straße Štefanovičova ulica 8. | č. NKP: 101-777/0 Stand des NKP: 2012-02-08 Name: DOM BYTOVÝ                               |
| ja   | Datei hochladen | Wohnhaus(sk) ObjektID: 101-778/0                                     | Štefanovičova ul. 10 Standort KG: Staré Mesto Konskr.Nr.: 2972                                | radový                                                     | Reihen- und Wohnhaus in der Straße Štefanovičova ulica 10. | č. NKP: 101-778/0 Stand des NKP: 2012-02-08 Name: DOM BYTOVÝ                               |
| ja   | Datei hochladen | Wohnhaus(sk) ObjektID: 101-779/0                                     | Štefanovičova ul. 12 Standort KG: Staré Mesto Konskr.Nr.: 2974                                | schodiskový, radový                                        | Eine Art der Disposition eines Wohnhauses, mit mehreren Etagen und deren inneren Kommunikationen, welche sich in Richtung Treppenhaus konzentrieren, so dass einzelne Wohnungen direkt vom Podest zugänglich sind. Reihen- und Wohnhaus in der Straße Štefanovičova ulica 12.                                                                          | č. NKP: 101-779/0 Stand des NKP: 2012-02-08 Name: DOM BYTOVÝ                               |
| ja   | Datei hochladen | Wohnhaus(sk) ObjektID: 101-780/0                                     | Štefanovičova ul. 14 (J časť ul.) Standort KG: Staré Mesto Konskr.Nr.: 2974                   | schodiskový, radový                                        | Eine Art der Disposition eines Wohnhauses, mit mehreren Etagen und deren inneren Kommunikationen, welche sich in Richtung Treppenhaus konzentrieren, so dass einzelne Wohnungen direkt vom Podest zugänglich sind. Reihen- und Wohnhaus im südlichen Abschnitt der Straße Štefanovičova ulica 8.                                                       | č. NKP: 101-780/0 Stand des NKP: 2012-02-08 Name: DOM BYTOVÝ                               |
| ja   | Datei hochladen | Villa(sk) ObjektID: 101-781/0                                        | Štefanovičova ul. 16 Standort KG: Staré Mesto Konskr.Nr.: 2975                                | radová                                                     | Reihenvilla in der Straße Štefanovičova ulica 16. | č. NKP: 101-781/0 Stand des NKP: 2012-02-08 Name: VILA                                     |
| ja   | Datei hochladen | Wohnhaus(sk) ObjektID: 101-782/0                                     | Štefanovičova ul. 18 Standort KG: Staré Mesto Konskr.Nr.: 2976                                | radový                                                     | Reihen- und Wohnhaus in der Straße Štefanovičova ulica 18. | č. NKP: 101-782/0 Stand des NKP: 2012-02-08 Name: DOM BYTOVÝ                               |
| ja   | Datei hochladen | Wohnhaus(sk) ObjektID: 101-783/0                                     | Štefanovičova ul. 20 Standort KG: Staré Mesto Konskr.Nr.: 2977                                | schodiskový, nárožný, nájomný dom                          | Eine Art der Disposition eines Wohnhauses, mit mehreren Etagen und deren inneren Kommunikationen, welche sich in Richtung Treppenhaus konzentrieren, so dass einzelne Wohnungen direkt vom Podest zugänglich sind. Reihen-, Eck-, Miets- und Wohnhaus in der Straße Štefanovičova ulica 20.                                                            | č. NKP: 101-783/0 Stand des NKP: 2012-02-08 Name: DOM BYTOVÝ                               |
|      | Datei hochladen | Wohnhaus I.(sk) ObjektID: 101-535/1                                  | Štetinova ul. 1 KG: Staré Mesto Konskr.Nr.: 100687                                            |                                                            | Wohnhaus I. in der Straße Štetinova ulica 1. | č. NKP: 101-535/1 Stand des NKP: 2012-02-08 Name: DOM BYTOVÝ I.                            |
|      | Datei hochladen | Wohnhaus II.(sk) ObjektID: 101-535/2                                 | Štetinova ul. 3 KG: Staré Mesto Konskr.Nr.: 100687,688                                        |                                                            | Wohnhaus II. in der Straße Štetinova ulica 3. | č. NKP: 101-535/2 Stand des NKP: 2012-02-08 Name: DOM BYTOVÝ II.                           |
|      | Datei hochladen | Wohnhaus III.(sk) ObjektID: 101-535/3                                | Štetinova ul. 5 KG: Staré Mesto Konskr.Nr.: 100687,689                                        |                                                            | Wohnhaus III. in der Straße Štetinova ulica 5. | č. NKP: 101-535/3 Stand des NKP: 2012-02-08 Name: DOM BYTOVÝ III.                          |
|      | Datei hochladen | Wohnhaus(sk) ObjektID: 101-538/0                                     | Štetinova ul. 7 KG: Staré Mesto Konskr.Nr.: 690                                               | radový, nájomný dom                                        | Reihen-, Miets- und Wohnhaus in der Straße Štetinova ulica 7. | č. NKP: 101-538/0 Stand des NKP: 2012-02-08 Name: DOM BYTOVÝ                               |
| ja   | Datei hochladen | Bank(sk) ObjektID: 101-833/0                                         | Štúrova ul. 2 Standort KG: Staré Mesto Konskr.Nr.: 11                                         | bývalá Národná banka                                       | Die ehemalige Nationalbank in der Straße Štúrova ulica 2. | č. NKP: 101-833/0 Stand des NKP: 2012-02-08 Name: BANKA                                    |
| ja   | Datei hochladen | Gedenktafel mit Relief(sk) ObjektID: 101-285/0                       | Štúrova ul. 5 (na fasáde) Standort KG: Staré Mesto Konskr.Nr.: 21                             | Štúr Ľudovít; 1815-1856                                    | Die Gedenktafel an der Fassade des Hauses in der Straße Štúrova ulica 5 zum Gedenken an den Politiker, Historiker, Sprachwissenschaftler, Dichter und Vertreter des slowakischen Volkes Ľudovít Štúr. | č. NKP: 101-285/0 Stand des NKP: 2012-02-08 Name: TABUĽA PAMÄTNÁ S RELIÉFOM                |
| ja   | Datei hochladen | Bank(sk) ObjektID: 101-631/0                                         | Štúrova ul. 5 Standort KG: Staré Mesto Konskr.Nr.: 21                                         |                                                            | Die Bank in der Straße Štúrova ulica 5. | č. NKP: 101-631/0 Stand des NKP: 2012-02-08 Name: BANKA                                    |
| ja   | Datei hochladen | Bank(sk) ObjektID: 101-636/0                                         | Štúrova ul. 6 (Medená ul.) Standort KG: Staré Mesto Konskr.Nr.: 13                            | schodisková + pavlačová, nárožná, Budova Lúčnice           | Eine Art der Disposition eines Gebäudes, mit mehreren Etagen und deren inneren Kommunikationen, welche sich in Richtung Treppenhaus konzentrieren, so dass einzelne Räume direkt vom Podest zugänglich sind. Das Eck-Bankgebäude mit Laubengang in der Straße Štúrova ulica 6 und Straße Medená ulica. Das Gebäude des Kunstzusammenschlusses Lúčnica. | č. NKP: 101-636/0 Stand des NKP: 2012-02-08 Name: BANKA                                    |
| ja   | Datei hochladen | Wohnhaus(sk) ObjektID: 101-637/0                                     | Štúrova ul. 10 Standort KG: Staré Mesto Konskr.Nr.: 15                                        | nárožný, nájomný dom, Hotel Tulipán                        | Eck-, Miets- und Wohnhaus in der Straße Štúrova ulica 10. Hotel Tulipán. | č. NKP: 101-637/0 Stand des NKP: 2012-02-08 Name: DOM BYTOVÝ                               |
| ja   | Datei hochladen | Wohnhaus(sk) ObjektID: 101-633/0                                     | Štúrova ul. 11 Standort KG: Staré Mesto Konskr.Nr.: 23                                        | radový, nájomný dom                                        | Reihen-, Miets- und Wohnhaus in der Straße Štúrova ulica 11. | č. NKP: 101-633/0 Stand des NKP: 2012-02-08 Name: DOM BYTOVÝ                               |
| ja   | Datei hochladen | Wohnhaus(sk) ObjektID: 101-219/0                                     | Štúrova ul. 12 (Tallerova ul.) KG: Staré Mesto Konskr.Nr.: 100016                             | schodiskový + pavlačový, nárožný, nájomný dom              | Eine Art der Disposition eines Wohnhauses, mit mehreren Etagen und deren inneren Kommunikationen, welche sich in Richtung Treppenhaus konzentrieren, so dass einzelne Wohnungen direkt vom Podest zugänglich sind. Eck-, Miets- und Wohnhaus mit Laubengang in der Straße Štúrova ulica 12 und Straße Tallerova ulica.                                 | č. NKP: 101-219/0 Stand des NKP: 2012-02-08 Name: DOM BYTOVÝ                               |
| ja   | Datei hochladen | Wohnhaus(sk) ObjektID: 101-634/0                                     | Štúrova ul. 13 KG: Staré Mesto Konskr.Nr.: 24                                                 | radový, nájomný dom                                        | Reihen-, Miets- und Wohnhaus in der Straße Štúrova ulica 13. | č. NKP: 101-634/0 Stand des NKP: 2012-02-08 Name: DOM BYTOVÝ                               |
| ja   | Datei hochladen | Wohnhaus(sk) ObjektID: 101-638/0                                     | Štúrova ul. 14 KG: Staré Mesto Konskr.Nr.: 100285,17                                          | radový                                                     | Reihen- und Wohnhaus in der Straße Štúrova ulica 14. | č. NKP: 101-638/0 Stand des NKP: 2012-02-08 Name: DOM BYTOVÝ                               |
| ja   | Datei hochladen | Wohnhaus(sk) ObjektID: 101-635/0                                     | Štúrova ul. 15 (Šafárikovo nám.) KG: Staré Mesto Konskr.Nr.: 20                               | nárožný, nájomný dom                                       | Eck-, Miets- und Wohnhaus in der Straße Štúrova ulica 15 und Platz Šafárikovo námestie. | č. NKP: 101-635/0 Stand des NKP: 2012-02-08 Name: DOM BYTOVÝ                               |
| ja   | Datei hochladen | Stadtpalais(sk) ObjektID: 101-639/0                                  | Štúrova ul. 16 KG: Staré Mesto Konskr.Nr.: 1818                                               | prejazdový, radový, Csákyho palác                          | Das Stadtpalais Csáky, Reihenpalais, Palais mit Durchfahrt in der Straße Štúrova ulica 16. | č. NKP: 101-639/0 Stand des NKP: 2012-02-08 Name: PALÁC MESTSKÝ                            |
|      | Datei hochladen | Gedenkaufschrift(sk) ObjektID: 101-286/0                             | Štúrova ul. 17 (na fasáde) KG: Staré Mesto Konskr.Nr.: 24                                     | sov. armáda; Front. nápis VERBA                            | Die Gedenkaufschrift VERBA auf der Fassade in Štúrova ulica 17. VERBA ist eine Codewort, eine Aufschrift der Genietruppe der sowjetischen Armee, die auf diese Art Anfang April 1945 entminte bzw. sichergestellte Straßen von Bratislava bezeichneten.                                                                                                | č. NKP: 101-286/0 Stand des NKP: 2012-02-08 Name: NÁPIS PAMÄTNÝ                            |
| ja   | Datei hochladen | Wohnhaus(sk) ObjektID: 101-194/0                                     | Námestie Ľudovíta Štúra 1 KG: Staré Mesto Konskr.Nr.: 100086                                  | schodiskový, nárožný, Lafranconiho palác                   | Eine Art der Disposition eines Wohnhauses, mit mehreren Etagen und deren inneren Kommunikationen, welche sich in Richtung Treppenhaus konzentrieren, so dass einzelne Wohnungen direkt vom Podest zugänglich sind. Das Eckwohnhaus und das Palais Lafranconi auf dem Platz Námestie Ľudovíta Štúra 1.                                                  | č. NKP: 101-194/0 Stand des NKP: 2012-02-08 Name: DOM BYTOVÝ                               |
| ja   | Datei hochladen | Stadtpalais I.(sk) ObjektID: 101-193/1                               | Námestie Ľudovíta Štúra 2 KG: Staré Mesto Konskr.Nr.: 32                                      | Dessewffyho palác                                          | Palais Dessewffy auf dem Platz Námestie Ľudovíta Štúra 2. | č. NKP: 101-193/1 Stand des NKP: 2012-02-08 Name: PALÁC MESTSKÝ I.                         |
| ja   | Datei hochladen | Stadtpalais II.(sk) ObjektID: 101-193/2                              | Námestie Ľudovíta Štúra 4 (Rázusovo nábrežie) Standort KG: Staré Mesto Konskr.Nr.: 33         | nárožný, Eszterházyho palác                                | Das Eckgebäude Palais Esterházy auf dem Platz Námestie Ľudovíta Štúra 4 und Straße | č. NKP: 101-193/2 Stand des NKP: 2012-02-08 Name: PALÁC MESTSKÝ II.                        |
| ja   | Datei hochladen | Wohnhaus(sk) ObjektID: 101-381/0                                     | Šulekova ul. 3 KG: Staré Mesto Konskr.Nr.: 1165                                               | solitér                                                    | Solitäres Wohnhaus in der Straße Šulekova ulica 3. | č. NKP: 101-381/0 Stand des NKP: 2012-02-08 Name: DOM BYTOVÝ                               |
| ja   | Datei hochladen | Villa(sk) ObjektID: 101-382/0                                        | Šulekova ul. 5 (Zrínskeho ul.) KG: Staré Mesto Konskr.Nr.: 101168                             | nárožná                                                    | Eck-Villa in der Straße Šulekova ulica 5 und Zrínskeho ulica. | č. NKP: 101-382/0 Stand des NKP: 2012-02-08 Name: VILA                                     |
| ja   | Datei hochladen | Villa(sk) ObjektID: 101-383/0                                        | Šulekova ul. 9 KG: Staré Mesto Konskr.Nr.:                                                    | solitér                                                    | Solitäre Villa in der Straße Šulekova ulica 9. | č. NKP: 101-383/0 Stand des NKP: 2012-02-08 Name: VILA                                     |
| ja   | Datei hochladen | Villa(sk) ObjektID: 101-384/0                                        | Šulekova ul. 17 KG: Staré Mesto Konskr.Nr.: 4417                                              | solitér                                                    | Solitäre Villa in der Straße Šulekova ulica 17. | č. NKP: 101-384/0 Stand des NKP: 2012-02-08 Name: VILA                                     |
| ja   | Datei hochladen | Villa(sk) ObjektID: 101-385/0                                        | Šulekova ul. 19 KG: Staré Mesto Konskr.Nr.: 101635                                            | solitér                                                    | Solitäre Villa in der Straße Šulekova ulica 19. | č. NKP: 101-385/0 Stand des NKP: 2012-02-08 Name: VILA                                     |
| ja   | Datei hochladen | Friedhof(sk) ObjektID: 101-355/1                                     | Šulekova ul. (Cintorín Kozia brána) KG: Staré Mesto Konskr.Nr.:                               | ev. a .v. ev., cintorín Kozia brána                        | Evangelischer Friedhof A.B. Kozia brána (deutsch: Friedhof Ziegentor) in der Straße Šulekova ulica. | č. NKP: 101-355/1 Stand des NKP: 2012-02-08 Name: CINTORÍN                                 |
| ja   | Datei hochladen | Grab mit Grabstele(sk) ObjektID: 101-355/9                           | Šulekova ul. (sektor I., č. 121) KG: Staré Mesto Konskr.Nr.:                                  | Bella J. L., 1843-1936, skladateľ                          | Grab mit Grabstele des slowakischen Komponisten Ján Levoslav Bella (1843–1936). Das Grab befindet sich im Sektor I., Nummer 121 des Friedhofes Kozia brána in der Straße Šulekova ulica. | č. NKP: 101-355/9 Stand des NKP: 2012-02-08 Name: HROB S NÁHROBKOM                         |
|      | Datei hochladen | Grab mit Grabstele(sk) ObjektID: 101-355/10                          | Šulekova ul. (sektor VII.e, pred JZ múr) KG: Staré Mesto Konskr.Nr.:                          | Bäumler J. A., 1847-1926, mykológ                          | Grab mit Grabstele des Mykologen Ján Andrej Bäumler (1847–1926). Das Grab befindet sich im Sektor VII.e, vor der südwestlichen Mauer, des Friedhofes Kozia brána in der Straße Šulekova ulica. | č. NKP: 101-355/10 Stand des NKP: 2012-02-08 Name: HROB S NÁHROBKOM                        |
|      | Datei hochladen | Grab mit Grabstele(sk) ObjektID: 101-355/11                          | Šulekova ul. (sektor M, Bradlianska ul.) KG: Staré Mesto Konskr.Nr.:                          | Horváth Ivan Dr., 1904-1960, spisovateľ                    | Grab des Schriftstellers und Politikers Ivan Horváth (1904–1960). Das Grab befindet sich im Sektor M - Straße Bradlianska ulica des Friedhofes Kozia brána in der Straße Šulekova ulica. | č. NKP: 101-355/11 Stand des NKP: 2012-02-08 Name: HROB S NÁHROBKOM                        |
|      | Datei hochladen | Grab mit Grabstele(sk) ObjektID: 101-355/12                          | Šulekova ul. (sektor I., č. 2) KG: Staré Mesto Konskr.Nr.:                                    | Kvacala J., 1862-1934, pedagóg                             | Grab des Philosophen, Theologen und Pädagogen Ján Rodomil Kvacala (1862–1934) | č. NKP: 101-355/12 Stand des NKP: 2012-02-08 Name: HROB S NÁHROBKOM                        |
| ja   | Datei hochladen | Grab mit Grabstele(sk) ObjektID: 101-355/13                          | Šulekova ul. (sektor XII., č. 131) KG: Staré Mesto Konskr.Nr.:                                | Ruppeldt Miloš; 1881-1943, dirigent, pedag.                | Grab mit Grabstele des Pädagogen und Dirigenten Miloš Ruppeldt (1881–1943) | č. NKP: 101-355/13 Stand des NKP: 2012-02-08 Name: HROB S NÁHROBKOM                        |
| ja   | Datei hochladen | Grab mit Grabstele(sk) ObjektID: 101-355/14                          | Šulekova ul. (sektor IV, č. 121) KG: Staré Mesto Konskr.Nr.:                                  | Güntherová-Mayerová Alžbeta; 1905-1973, pamiatkár, pedagóg | | č. NKP: 101-355/14 Stand des NKP: 2012-02-08 Name: HROB S NÁHROBNÍKOM                      |
| ja   | Datei hochladen | Grabkammer mit Grabstelen(sk) ObjektID: 101-355/8                    | Šulekova ul. (sektor VIII, JZ časť) KG: Staré Mesto Konskr.Nr.:                               | Jeszenák János; hrobka rod. J. Jeszenáka                   | Die Grabkammer mit Grabstelen des Ján Jesenák | č. NKP: 101-355/8 Stand des NKP: 2012-02-08 Name: HROBKA S NÁHROBNÍKMI                     |
| ja   | Datei hochladen | Kapelle(sk) ObjektID: 101-355/4                                      | Šulekova ul. (Palisády) KG: Staré Mesto Konskr.Nr.: 105167                                    | solitér; cintorínska kaplnka                               | | č. NKP: 101-355/4 Stand des NKP: 2012-02-08 Name: KAPLNKA                                  |
| ja   | Datei hochladen | Grabstele mit Statuen und Gittergeländer(sk) ObjektID: 101-355/17    | Šulekova ul. (sektor I., č. 92) KG: Staré Mesto Konskr.Nr.:                                   | kameň, kov; Schmidt Johann                                 | | č. NKP: 101-355/17 Stand des NKP: 2012-02-08 Name: NÁHROBNÍK SO SOCHAMI A MREŽOVOU OHRADOU |
| ja   | Datei hochladen | Grabstele mit Statue(sk) ObjektID: 101-355/19                        | Šulekova ul. (sektor II., č. 29) KG: Staré Mesto Konskr.Nr.:                                  | kameň; Pietrová Mária                                      | | č. NKP: 101-355/19 Stand des NKP: 2012-02-08 Name: NÁHROBNÍK SO SOCHOU                     |
| ja   | Datei hochladen | Grabstele(sk) ObjektID: 101-355/20                                   | Šulekova ul. (sektor II., č. 72) KG: Staré Mesto Konskr.Nr.:                                  | kameň; Ehrenreich, Mader Thomas                            | | č. NKP: 101-355/20 Stand des NKP: 2012-02-08 Name: NÁHROBNÍK                               |
| ja   | Datei hochladen | Grabstele mit Statue(sk) ObjektID: 101-355/21                        | Šulekova ul. (sektor II., č. 121) KG: Staré Mesto Konskr.Nr.:                                 | kameň; Szokol Arpád, pôv. Lunzer D.                        | | č. NKP: 101-355/21 Stand des NKP: 2012-02-08 Name: NÁHROBNÍK SO SOCHOU                     |
| ja   | Datei hochladen | Grabstele mit Kreuz(sk) ObjektID: 101-355/22                         | Šulekova ul. (sektor X.) KG: Staré Mesto Konskr.Nr.:                                          | kameň; rod. Bäumler                                        | | č. NKP: 101-355/22 Stand des NKP: 2012-02-08 Name: NÁHROBNÍK S KRÍŽOM                      |
| ja   | Datei hochladen | Grabstele(sk) ObjektID: 101-355/23                                   | Šulekova ul. (sektor III., č. 3) KG: Staré Mesto Konskr.Nr.:                                  | kameň; Tremmel, Johann Christian                           | | č. NKP: 101-355/23 Stand des NKP: 2012-02-08 Name: NÁHROBNÍK                               |
| ja   | Datei hochladen | Grabstele mit Statuengruppe(sk) ObjektID: 101-355/24                 | Šulekova ul. (sektor III) KG: Staré Mesto Konskr.Nr.:                                         | kameň; putti s urnou, rod. Schwabach                       | | č. NKP: 101-355/24 Stand des NKP: 2012-02-08 Name: NÁHROBNÍK SO SÚSOŠÍM                    |
| ja   | Datei hochladen | Grabstele mit Urne(sk) ObjektID: 101-355/25                          | Šulekova ul. (sektor IV., č. 11) KG: Staré Mesto Konskr.Nr.:                                  | kameň; Stelzer Andreas                                     | | č. NKP: 101-355/25 Stand des NKP: 2012-02-08 Name: NÁHROBNÍK S URNOU                       |
| ja   | Datei hochladen | Grabstele mit Urne(sk) ObjektID: 101-355/26                          | Šulekova ul. (sektor IX., č. 4) KG: Staré Mesto Konskr.Nr.:                                   | kameň; Sperl Rosina                                        | | č. NKP: 101-355/26 Stand des NKP: 2012-02-08 Name: NÁHROBNÍK SO SOCHOU                     |
|      | Datei hochladen | Grabstele(sk) ObjektID: 101-355/27                                   | Šulekova ul. (sektor IX., č. 6) KG: Staré Mesto Konskr.Nr.:                                   | kameň; Lehner Michael                                      | | č. NKP: 101-355/27 Stand des NKP: 2012-02-08 Name: NÁHROBNÍK                               |
| ja   | Datei hochladen | Grabstele mit Statue(sk) ObjektID: 101-355/28                        | Šulekova ul. (sektor X., č. 15) KG: Staré Mesto Konskr.Nr.:                                   | kameň; Beck Theresa                                        | | č. NKP: 101-355/28 Stand des NKP: 2012-02-08 Name: NÁHROBNÍK SO SOCHOU                     |
|      | Datei hochladen | Grabstele mit Statue(sk) ObjektID: 101-355/29                        | Šulekova ul. (sektor XI., č. 38) KG: Staré Mesto Konskr.Nr.:                                  | kameň; Schuster Leopold                                    | | č. NKP: 101-355/29 Stand des NKP: 2012-02-08 Name: NÁHROBNÍK SO SOCHOU                     |
|      | Datei hochladen | Grabstele mit Statue(sk) ObjektID: 101-355/30                        | Šulekova ul. (sektor XII., č. 10) KG: Staré Mesto Konskr.Nr.:                                 | kameň; Habermann Ernst                                     | | č. NKP: 101-355/30 Stand des NKP: 2012-02-08 Name: NÁHROBNÍK SO SOCHOU                     |
|      | Datei hochladen | Grabstele mit Relief(sk) ObjektID: 101-355/31                        | Šulekova ul. (sektor II, č. 26) KG: Staré Mesto Konskr.Nr.:                                   | kameň; Hutter Karl, stéla s rel. anjela                    | | č. NKP: 101-355/31 Stand des NKP: 2012-02-08 Name: NÁHROBNÍK S RELIÉFOM                    |
| ja   | Datei hochladen | Grabstele(sk) ObjektID: 101-355/32                                   | Šulekova ul. (sektor II., č. 40) KG: Staré Mesto Konskr.Nr.:                                  | kameň; rod. Pfeiffer, dvojnáhrobník                        | | č. NKP: 101-355/32 Stand des NKP: 2012-02-08 Name: NÁHROBNÍK                               |
| ja   | Datei hochladen | Grabstele(sk) ObjektID: 101-355/33                                   | Šulekova ul. (sektor V., č. 72) KG: Staré Mesto Konskr.Nr.:                                   | kameň; Heszler Georg                                       | | č. NKP: 101-355/33 Stand des NKP: 2012-02-08 Name: NÁHROBNÍK                               |
| ja   | Datei hochladen | Grabstele mit Pfeiler(sk) ObjektID: 101-355/34                       | Šulekova ul. (sektor VI., č. 3) KG: Staré Mesto Konskr.Nr.:                                   | kameň; Baumerth Angela                                     | | č. NKP: 101-355/34 Stand des NKP: 2012-02-08 Name: NÁHROBNÍK SO STĹPOM                     |
| ja   | Datei hochladen | Grabstele mit Statue(sk) ObjektID: 101-355/35                        | Šulekova ul. (sektor VII.e, č. 55) KG: Staré Mesto Konskr.Nr.:                                | kameň; Gábris György                                       | | č. NKP: 101-355/35 Stand des NKP: 2012-02-08 Name: NÁHROBNÍK SO SOCHOU                     |
|      | Datei hochladen | Grabstele(sk) ObjektID: 101-355/36                                   | Šulekova ul. (sektor X., č. 58) KG: Staré Mesto Konskr.Nr.:                                   | kameň; Reidner Johann                                      | | č. NKP: 101-355/36 Stand des NKP: 2012-02-08 Name: NÁHROBNÍK                               |
|      | Datei hochladen | Grabstele(sk) ObjektID: 101-355/65                                   | Šulekova ul. (sektor XII., č. 25) KG: Staré Mesto Konskr.Nr.:                                 | kameň; Guggenberger Paul                                   | | č. NKP: 101-355/65 Stand des NKP: 2012-02-08 Name: NÁHROBNÍK                               |
| ja   | Datei hochladen | Grabstele(sk) ObjektID: 101-355/37                                   | Šulekova ul. (sektor XV.a, č. 5) KG: Staré Mesto Konskr.Nr.:                                  | kameň; Berendy Johann Edler von                            | | č. NKP: 101-355/37 Stand des NKP: 2012-02-08 Name: NÁHROBNÍK                               |
| ja   | Datei hochladen | Grabstele(sk) ObjektID: 101-355/38                                   | Šulekova ul. (sektor V., č. 73) KG: Staré Mesto Konskr.Nr.:                                   | kameň; Prechtl H., Luntzer H.                              | | č. NKP: 101-355/38 Stand des NKP: 2012-02-08 Name: NÁHROBNÍK                               |
| ja   | Datei hochladen | Grabstele(sk) ObjektID: 101-355/39                                   | Šulekova ul. (sektor VII.a, č. 10) KG: Staré Mesto Konskr.Nr.:                                | kameň; Gasele Christof, dvojnáhrobník                      | | č. NKP: 101-355/39 Stand des NKP: 2012-02-08 Name: NÁHROBNÍK                               |
|      | Datei hochladen | Grabstele(sk) ObjektID: 101-355/40                                   | Šulekova ul. (sektor XII., c. 2) KG: Staré Mesto Konskr.Nr.:                                  | kamen; Brandtner Johann Christian                          | | č. NKP: 101-355/40 Stand des NKP: 2012-02-08 Name: NÁHROBNÍK                               |
| ja   | Datei hochladen | Grabstele(sk) ObjektID: 101-355/41                                   | Šulekova ul. (sektor XII., č. 46) KG: Staré Mesto Konskr.Nr.:                                 | kameň; Glück Jacob                                         | | č. NKP: 101-355/41 Stand des NKP: 2012-02-08 Name: NÁHROBNÍK                               |
|      | Datei hochladen | Grabstele(sk) ObjektID: 101-355/42                                   | Šulekova ul. (sektor XII., č. 65) KG: Staré Mesto Konskr.Nr.:                                 | kameň; Heim Thomas                                         | | č. NKP: 101-355/42 Stand des NKP: 2012-02-08 Name: NÁHROBNÍK                               |
|      | Datei hochladen | Grabstele(sk) ObjektID: 101-355/43                                   | Šulekova ul. (sektor XV.a, č. 40) KG: Staré Mesto Konskr.Nr.:                                 | kameň; Stromszky Ferenc Sámuel                             | | č. NKP: 101-355/43 Stand des NKP: 2012-02-08 Name: NÁHROBNÍK                               |
|      | Datei hochladen | Grabstele(sk) ObjektID: 101-355/44                                   | Šulekova ul. (sektor XV.a, č. 51) KG: Staré Mesto Konskr.Nr.:                                 | kameň; Schön Theresia                                      | | č. NKP: 101-355/44 Stand des NKP: 2012-02-08 Name: NÁHROBNÍK                               |
| ja   | Datei hochladen | Grabstele mit Relief(sk) ObjektID: 101-355/45                        | Šulekova ul. (sektor V., č.50) KG: Staré Mesto Konskr.Nr.:                                    | kameň; rod. Zechmeister                                    | | č. NKP: 101-355/45 Stand des NKP: 2012-02-08 Name: NÁHROBNÍK S RELIÉFOM                    |
| ja   | Datei hochladen | Grabstele(sk) ObjektID: 101-355/46                                   | Šulekova ul. (sektor IX., č. 50) KG: Staré Mesto Konskr.Nr.:                                  | kameň; Szandtner Pauline                                   | | č. NKP: 101-355/46 Stand des NKP: 2012-02-08 Name: NÁHROBNÍK                               |
| ja   | Datei hochladen | Grabstele(sk) ObjektID: 101-355/47                                   | Šulekova ul. (sektor XI., č. 5) KG: Staré Mesto Konskr.Nr.:                                   | tehla, kov; Reidner J. G.                                  | | č. NKP: 101-355/47 Stand des NKP: 2012-02-08 Name: NÁHROBNÍK                               |
|      | Datei hochladen | Grabstele(sk) ObjektID: 101-355/48                                   | Šulekova ul. (sektor XIII., č. 8) KG: Staré Mesto Konskr.Nr.:                                 | kameň; Michnay Endre                                       | | č. NKP: 101-355/48 Stand des NKP: 2012-02-08 Name: NÁHROBNÍK                               |
|      | Datei hochladen | Grabstele(sk) ObjektID: 101-355/50                                   | Šulekova ul. (sektor I., č. 1) KG: Staré Mesto Konskr.Nr.:                                    | kameň; Herczegh Róza                                       | | č. NKP: 101-355/50 Stand des NKP: 2012-02-08 Name: NÁHROBNÍK                               |
| ja   | Datei hochladen | Grabstele mit Relief(sk) ObjektID: 101-355/51                        | Šulekova ul. (sektor II., č. 16) KG: Staré Mesto Konskr.Nr.:                                  | kameň; Valach Ľudovít                                      | | č. NKP: 101-355/51 Stand des NKP: 2012-02-08 Name: NÁHROBNÍK S RELIÉFOM                    |
| ja   | Datei hochladen | Grabstele mit Relief(sk) ObjektID: 101-355/15                        | Šulekova ul. (sektor XIII.) KG: Staré Mesto Konskr.Nr.:                                       | Porubský Dušan; 1876-1924, novinár                         | | č. NKP: 101-355/15 Stand des NKP: 2012-02-08 Name: NÁHROBNÍK S RELIÉFOM                    |
| ja   | Datei hochladen | Grabstele(sk) ObjektID: 101-355/52                                   | Šulekova ul. (sektor VI., č. 25) KG: Staré Mesto Konskr.Nr.:                                  | kameň; rod. Jánosa Freyseysena                             | | č. NKP: 101-355/52 Stand des NKP: 2012-02-08 Name: NÁHROBNÍK                               |
|      | Datei hochladen | Grabstele mit Relief(sk) ObjektID: 101-355/66                        | Šulekova ul. (sektor VII.d, č. 7) KG: Staré Mesto Konskr.Nr.:                                 | kameň, bronz; Celler Ferdinand                             | | č. NKP: 101-355/66 Stand des NKP: 2012-02-08 Name: NÁHROBNÍK S RELIÉFOM                    |
|      | Datei hochladen | Grabstele mit Relief(sk) ObjektID: 101-355/67                        | Šulekova ul. (sektor VII.c, č. 32) KG: Staré Mesto Konskr.Nr.:                                | kameň, bronz; Feitzelmayer Karl                            | | č. NKP: 101-355/67 Stand des NKP: 2012-02-08 Name: NÁHROBNÍK S RELIÉFOM                    |
| ja   | Datei hochladen | Grabstele mit Statue(sk) ObjektID: 101-355/54                        | Šulekova ul. (sektor VIII., č. 2) KG: Staré Mesto Konskr.Nr.:                                 | kameň; Wowy Fritz                                          | | č. NKP: 101-355/54 Stand des NKP: 2012-02-08 Name: NÁHROBNÍK SO SOCHOU                     |
|      | Datei hochladen | Grabstele mit Statuengruppe(sk) ObjektID: 101-355/58                 | Šulekova ul. (sektor II., č. 17) KG: Staré Mesto Konskr.Nr.:                                  | kameň; súsošie matky s detmi                               | | č. NKP: 101-355/58 Stand des NKP: 2012-02-08 Name: NÁHROBNÍK SO SÚSOŠÍM                    |
| ja   | Datei hochladen | Grabstele mit Relief(sk) ObjektID: 101-355/59                        | Šulekova ul. (sektor M, Bradlianska ul.) KG: Staré Mesto Konskr.Nr.:                          | kameň; rod. Martincek                                      | | č. NKP: 101-355/59 Stand des NKP: 2012-02-08 Name: NÁHROBOK S RELIÉFOM                     |
| ja   | Datei hochladen | Grabstele(sk) ObjektID: 101-355/60                                   | Šulekova ul. (sektor M, Bradlianska ul.) KG: Staré Mesto Konskr.Nr.:                          | kameň; Dobrovits Mátyás                                    | | č. NKP: 101-355/60 Stand des NKP: 2012-02-08 Name: NÁHROBNÍK                               |
|      | Datei hochladen | Grabstele mit Statue(sk) ObjektID: 101-355/61                        | Šulekova ul. (terasa pri hrobke Jesenák) KG: Staré Mesto Konskr.Nr.:                          | kameň; Rehwald von Jochen Karl                             | | č. NKP: 101-355/61 Stand des NKP: 2012-02-08 Name: NÁHROBNÍK SO SOCHOU                     |
|      | Datei hochladen | Grabstele(sk) ObjektID: 101-355/49                                   | Šulekova ul. (sektor VII.e) KG: Staré Mesto Konskr.Nr.:                                       | kameň; rod. Fülep                                          | | č. NKP: 101-355/49 Stand des NKP: 2012-02-08 Name: NÁHROBNÍK                               |
|      | Datei hochladen | Grabstele(sk) ObjektID: 101-355/63                                   | Šulekova ul. (sektor II) KG: Staré Mesto Konskr.Nr.:                                          | kov; mrežový s rozetou                                     | | č. NKP: 101-355/63 Stand des NKP: 2012-02-08 Name: NÁHROBNÍK                               |
|      | Datei hochladen | Grabstele(sk) ObjektID: 101-355/64                                   | Šulekova ul. (sektor XI.) KG: Staré Mesto Konskr.Nr.:                                         | kov; torzo liatinového kríža                               | | č. NKP: 101-355/64 Stand des NKP: 2012-02-08 Name: NÁHROBNÍK                               |
|      | Datei hochladen | Grabstele(sk) ObjektID: 101-355/62                                   | Šulekova ul. (sektor XV.a, č. 23) KG: Staré Mesto Konskr.Nr.:                                 | kov, kameň; Varadin Rudolf                                 | | č. NKP: 101-355/62 Stand des NKP: 2012-02-08 Name: NÁHROBNÍK                               |
|      | Datei hochladen | Park(sk) ObjektID: 101-355/2                                         | Šulekova ul. (Cintorín Kozia brána) KG: Staré Mesto Konskr.Nr.:                               | ev. cintorín Kozia brána                                   | | č. NKP: 101-355/2 Stand des NKP: 2012-02-08 Name: PARK                                     |
| ja   | Datei hochladen | Umfassungsmauer(sk) ObjektID: 101-355/3                              | Šulekova ul. (Bradlianska ul.) KG: Staré Mesto Konskr.Nr.:                                    | murovaný + kov; torzá úsekov pôv. cint. múru               | | č. NKP: 101-355/3 Stand des NKP: 2012-02-08 Name: MÚR OHRADNÝ                              |
| ja   | Datei hochladen | Grabstele mit Plastik und Gittergeländer(sk) ObjektID: 101-355/5     | Šulekova ul. (pred JZ fasádou kaplnky) KG: Staré Mesto Konskr.Nr.:                            | liatina; rod. Ladislava Weisza                             | | č. NKP: 101-355/5 Stand des NKP: 2012-02-08 Name: NÁHROBNÍK S PLASTIKOU A MREŽOVOU OHRADOU |
| ja   | Datei hochladen | Grabstele mit Gittergeländer(sk) ObjektID: 101-355/6                 | Šulekova ul. (JZ fasáda kaplnky) KG: Staré Mesto Konskr.Nr.:                                  | kameň, liatina; rod.                                       | | č. NKP: 101-355/6 Stand des NKP: 2012-02-08 Name: NÁHROBNÍK S MREŽOVOU OHRADOU             |
|      | Datei hochladen | Grabstele mit Gittergeländer(sk) ObjektID: 101-355/7                 | Šulekova ul. (SV fasáda kaplnky) KG: Staré Mesto Konskr.Nr.:                                  | kameň, kov; rod. Hackenberger                              | | č. NKP: 101-355/7 Stand des NKP: 2012-02-08 Name: NÁHROBNÍK S MREŽOVOU OHRADOU             |
| ja   | Datei hochladen | Grabstele mit Statuen(sk) ObjektID: 101-355/18                       | Šulekova ul. (sektor III., pri hl. bráne) KG: Staré Mesto Konskr.Nr.:                         | kameň; neznámy šľachtic                                    | | č. NKP: 101-355/18 Stand des NKP: 2012-02-08 Name: NÁHROBNÍK SO SOCHAMI                    |
| ja   | Datei hochladen | Grabstele mit Reliefen und Umfassungsgitter(sk) ObjektID: 101-355/53 | Šulekova ul. (sektor VI) KG: Staré Mesto Konskr.Nr.:                                          | kameň, kov; Kanka Karol                                    | | č. NKP: 101-355/53 Stand des NKP: 2012-02-08 Name: NÁHROBOK S RELIÉFMI A MREŽOU OHRADNOU   |
|      | Datei hochladen | Grabstele mit Reliefen(sk) ObjektID: 101-355/55                      | Šulekova ul. (sektor M, Bradlianska ul.) KG: Staré Mesto Konskr.Nr.:                          | kameň; rod. Carla Grüneberga                               | | č. NKP: 101-355/55 Stand des NKP: 2012-02-08 Name: NÁHROBOK S RELIÉFMI                     |
|      | Datei hochladen | Grabstele mit Statuengruppe(sk) ObjektID: 101-355/56                 | Šulekova ul. (sektor VII.b, JZ od kapl) KG: Staré Mesto Konskr.Nr.:                           | kameň; rod. Júliusa Schmidta                               | | č. NKP: 101-355/56 Stand des NKP: 2012-02-08 Name: NÁHROBNÍK SO SÚSOŠÍM                    |
|      | Datei hochladen | Grabstele mit Gittergeländer(sk) ObjektID: 101-355/57                | Šulekova ul. (hranica sekt. IX a II) KG: Staré Mesto Konskr.Nr.:                              | kameň, kov; rod. Baranyay                                  | | č. NKP: 101-355/57 Stand des NKP: 2012-02-08 Name: NÁHROBOK S MREŽOVOU OHRADOU             |
|      | Datei hochladen | Grabstele(sk) ObjektID: 101-355/68                                   | Šulekova ul. (sektor V.) KG: Staré Mesto Konskr.Nr.:                                          | drevený kríž, bezmenný                                     | | č. NKP: 101-355/68 Stand des NKP: 2012-02-08 Name: NÁHROBNÍK                               |
| ja   | Datei hochladen | Grab mit Grabstele(sk) ObjektID: 101-355/16                          | Šulekova ul. (sektor X.) KG: Staré Mesto Konskr.Nr.:                                          | Merganc Jindrich; 1889-1974, architekt                     | | č. NKP: 101-355/16 Stand des NKP: 2012-02-08 Name: HROB S NÁHROBKOM                        |

## Legende
Die Tabelle enthält im Einzelnen folgende Informationen:
| Foto:                    | Fotografie des Denkmals. |
| Denkmal / č. ÚZPF:       | Die Übersetzung der Bezeichnung des Denkmals, wie sie vom Slowakischen Denkmalamt (Pamiatkový úrad Slovenskej republiky) verwendet wird. Die Originalbezeichnung ist unter dem Fragezeichen angegeben. Fehlt die Übersetzung, so wird die Originalbezeichnung direkt angezeigt. Weiters ist die Objekt-Identifikationsnummer (Objekt ID) angeführt. Sie ist die offizielle, in der Slowakei eindeutige Nummer č. ÚZPF inklusive der zugehörigen Zählnummer, wie sie in den Daten des Denkmalamtes angegeben wird. Da diese nur innerhalb eines Landkreises gezählt wird, ist dessen Nummer der Denkmalnummer vorangestellt. |
| Standort:                | Wenn in der Liste vorhanden, ist die Adresse angegeben. In Klammern kann sich noch eine zusätzliche Adresse befinden, wenn es beispielsweise ein Eckhaus ist. Bei freistehenden Objekten ohne Adresse (zum Beispiel bei Bildstöcken) ist eine Adresse angegeben, die in der Nähe des Objekts liegt. Durch Aufruf des Links Standort wird die Lage des Denkmals in verschiedenen Kartenprojekten angezeigt. Darunter sind die Katastralgemeinde (KG) und, wenn vorhanden, die Konskriptionsnummer (Konskr. Nr.) angegeben.                                                                                                   |
| Offizielle Beschreibung: | Es ist die Kurzbeschreibung auf Slowakisch, wie sie in den offiziellen Listen angegeben ist, eingetragen. |
| Beschreibung:            | Kurze Angaben zum Denkmal auf Deutsch. |
| Metadaten:               | Zusätzlich werden, wenn in den persönlichen Einstellungen das Helferlein Dauerhaftes Einblenden von Metadaten aktiviert ist, ebensolche angezeigt. |

- Karte mit allen Koordinaten:
- OSM |
- WikiMap